# Di Propósito
Di Propósito é uma banda brasileira formada em Brasília em 2009.

## Carreira
A banda Di Propósito foi formada em 2009. Em 2013, começaram a fazer músicas autorais e, em 2017, participaram do concurso Brasília Independente da TV Globo. Em 30 de maio de 2019, lançaram a canção "Manda Áudio", que foi certificada com disco de platina triplo pela Pro-Música Brasil. Em 6 de novembro de 2020, lançaram seu álbum de estreia, O Que Rolar Rolou.

## Formação
A seguir, os membros da banda.
- Kaique (vocal)
- Pedro Barreto (tantan)
- Carlos Laycon (vocal)
- Alexandre Castro (pandero)
- Acerola (surdo)
- Geraldinho (percussão)